# Marcel Giró
Marcel Giró (Badalona, Barcelonès, 20 d'octubre de 1912 - Mira-sol, Vallès Occidental, el 24 d'agost de 2011) fou un fotògraf català. La seva obra es caracteritza per la interpretació de les formes abstractes del seu entorn i per l'experimentació amb la llum i l'ombra.

## Biografia
Des de molt jove va ser aficionat a la muntanya i a la fotografia. El 1937, decebut pels constants enfrontaments entre les diferents faccions que lluiten contra Franco, decideix exiliar-se. Travessa els Pirineus a peu, des de Berga fins a França, on viu quasi dos anys fent tota mena de treballs. Finalment, el 1940 va poder viatjar fins a Colòmbia on es va casar amb la catalana Palmira Puig i es van traslladar al Brasil, on van fixar la seva residència a finals de la dècada del 1940.

### Brasil
Al Brasil Giró va reprendre la seva afició per la fotografia i va acabar dedicant-s'hi professionalment. El 1953 va obrir el seu propi estudi a São Paulo, Estúdio Giró. Marcel Giró va esdevenir un dels principals fotògrafs del país, membre del que es va conèixer com a Escuela Paulista. Aquest moviment, pioner de la fotografia moderna (fotografia modernista) al Brasil va néixer al voltant del Foto Cine Club Bandeirante, a la dècada del 1950, i del qual Giró en va formar part juntament amb fotògrafs com ara José Yalenti, Thomaz Farkas, Benedito Junqueira Duarte, Gertrudes Altschul, Eduardo Salvatore, Chico Albuquerque, Geraldo de Barros, Rubens Teixeira Scavone, Ademar Manarini, Willian Brigato, Emil Issa, German Lorca, Moacir Moreira, Alfio Trovato i Gaspar Gasparian entre d'altres.
Giró va ser també un dels pioners de la fotografia publicitària al Brasil. Al seu estudi van treballar joves assistents que després serien grans fotògrafs, com ara J.R. Duran i Marcio Scavone.

### Retorn a Catalunya
Després de la mort de la seva esposa, el 1978, va deixar la fotografia professional i la fotografia artística. Va vendre l'estudi i va tornar a Catalunya. Durant les dècades del 1980 i 1990 es va dedicar a viatjar amb la seva companya Paquita Raigal i va començar a pintar, amb un criteri molt proper al de les seves fotografies de la dècada del 1950.

### Reconeixement de la seva obra
Des de 2006 el fotògraf i gestor cultural brasiler Iatã Cannabrava Arxivat 2011-10-12 a Wayback Machine. ha estat redescobrint i popularitzant el moviment modernista amb exposicions com ara Mostra Fotoclubismo Brasileiro Arxivat 2016-08-05 a Wayback Machine. (2006) o Moderna para sempre Arxivat 2016-08-05 a Wayback Machine.(2013).
Des de llavors, l'obra de Giró s'ha exposat en diferents exposicions col·lectives i individuals a São Paulo (Marcel Giró moderno Arxivat 2016-07-09 a Wayback Machine., 2013) i a Badalona (Marcel Giró. Transformar les coses corrents en extraordinàries Arxivat 2016-08-07 a Wayback Machine., 2014). El desembre de 2014, el Museu d'Art de São Paulo (MASP) va adquirir tres obres de Giró. I al maig de 2016 el Museu d'Art Modern de Nova York (MoMA) va adquirir-ne Arxivat 2016-08-07 a Wayback Machine. vuit dins d'un conjunt de 28 fotografies de diferents autors de l'Escuela Paulista.